# Everyday 2
Everyday 2 é o segundo mini-álbum do girl group sul-coreano Girl's Day. Foi lançado em 18 de abril de 2012, com a canção "Oh! My God" como faixa principal.

## Antecedentes
Após o encerramento das promoções do primeiro mini-álbum Everyday, o grupo lançou outro single digital, "Don't Let Your Eyes Wander" em setembro de 2011, embora a canção não tenha sido promovida. Depois de vários meses e sem atividades no Japão, Girl's Day confirmou seu comeback através de vários vídeos do YouTube, antes do anúncio oficial em 10 de abril de 2012.

## Composição
"Two of Us" foi escrita e composta por Kim Doo-Hyun. "Oh! My God", canção-título do EP, foi escrita e composta por Kang Ji-won e Kim Gi-Bum. "Don't Let Your Eyes Wander" foi escrita por Gang Jeon Hyong, Nam Kisang e produzida por Nam Kisang, os mesmos produtores das canções "Twinkle Twinkle" e "Hug Me Once", lançadas em seu EP anterior, Everyday. "Telepathy" foi escrita e produzida por So Jin, líder do Girl's Day.

## Promoções
As promoções de "Oh! My God" iniciaram em 19 de abril, no M! Countdown da Mnet. A canção também foi promovida nos programas Music Bank, Show! Music Core e Inkigayo.

## Lista de faixas
| Lista de faixas oficial |                                                                       |                             |                         |         |  |
| N.º                     | Título                                                                | Letras                      | Música                  | Duração |  |
| 1.                      | "Two of Us" (둘이서; Duriseo)                                         | Kim Doo-Hyun                | Kim Doo-Hyun            | 3:04    |  |
| 2.                      | "Oh! My God"                                                          | Kang Ji-won, Kim Gi-Bum     | Kang Ji-won, Kim Gi-Bum | 3:11    |  |
| 3.                      | "Don't Let Your Eyes Wander" (너, 한눈 팔지마!; Neo, Hannun Paljima!) | Gang Jeon Hyong, Nam Kisang | Nam Kisang              | 3:09    |  |
| 4.                      | "Telepathy" (텔레파시; Tellepasi)                                     | So Jin                      | So Jin                  | 3:09    |  |
| 5.                      | "Oh! My God" (Instrumental)                                           |                             | Kang Ji-won, Kim Gi-Bum | 3:11    |  |
| Duração total:          | Duração total:                                                        | Duração total:              | Duração total:          | 15:39   |  |

## Desempenho nas paradas

### Álbum
| Parada                             | Melhor posição |
| ---------------------------------- | -------------- |
| Gaon Weekly albums chart           | 11             |
| Gaon Monthly albums chart          | 21             |
| Gaon Monthly domestic albums chart | 19             |
| Gaon Mid-Year albums chart         | 100            |

### Singles
| Título                       | Melhores posições | Melhores posições       |
| Título                       | KOR               | USA                     |
| Título                       | Gaon              | Billboard K-pop Hot 100 |
| ---------------------------- | ----------------- | ----------------------- |
| "Oh! My God"                 | 13                | 12                      |
| "Don't Let Your Eyes Wander" | 11                | 14                      |
| "Two of Us"                  | 175               | —                       |

### Vendas e certificações
| Tabela (2012)         | Quantidade |
| --------------------- | ---------- |
| Gaon (vendas físicas) | 10.000+    |